# يوم التعليم الزراعي
قرر المجلس الهندي للبحوث الزراعية الاحتفال بعيد ميلاد أول وزير للزراعة في الاتحاد الهندي (3 كانون الأول - 1946) وأول رئيس للهند المستقلة، بارات راتنا، والدكتور راجندرا براساد في يوم التعليم الزراعي في الهند. تهدف ICAR، من خلال هذه المبادرة، إلى تنمية الاهتمام بالزراعة والعلوم المرتبطة بها بين طلاب المدارس والكليات واختيار «الزراعة» كمهنة مهنية وبحثية أو الانخراط في الزراعة كرواد زراعيين.